# ذخیره‌گاه زیست‌کره اوهرید پرسپا
ذخیره‌گاه زیست‌کره اوهرید پرسپا (به لاتین: Ohrid-Prespa Transboundary Biosphere Reserve) یک ذخیره‌گاه زیست‌کره در مقدونیه شمالی است.